# 栃木足球會
栃木足球會，常稱栃木SC（栃木SC），是日本栃木縣宇都宮市足球會。現於日本職業足球聯賽丙級（J3）比賽，球隊的主要顏色是黃色。

## 歷史
栃木SC成立於1953年，球隊最於命名為栃木教員足球部（栃木教員サッカー部）。球隊於1994年開始邀請其他職業的球員加盟，並因此改名為栃木足球會。在1999年，球隊贏得關東地區聯賽，並在地區聯賽附加賽中得到第2，獲得升上日本足球聯賽的機會。在2005年3月，栃木SC宣佈成立一個專門小組，為球會將來升上日本職業足球聯賽作出慎重考慮。
2007年1月，栃木SC得到了日職聯會員身分。在2008賽季中，球隊於日本足球聯賽中得到第2名，成功得到升班資格，因此栃木SC在2009年會於J2中比賽。

## 歷屆於日本聯賽成績
- 2000年：第11名
- 2001年：第13名
- 2002年：第12名
- 2003年：第8名
- 2004年：第9名
- 2005年：第4名
- 2006年：第7名
- 2007年：第8名
- 2008年：第2名（升往日本職業足球聯賽乙級）
- 2009年：第17名
- 2010年：第10名
- 2011年：第10名
- 2012年：第11名
- 2013年：第9名
- 2014年：第12名
- 2015年：第22名（降落日本職業足球聯賽丙級）
- 2016年：第2名
- 2017年：第2名（升往日本職業足球聯賽乙級）
- 2018年：第17名
- 2019年：第20名
- 2020年：第10名
- 2021年：第14名
- 2022年：第17名
- 2023年：第19名
- 2024年：第18名

## 球員名單
截止：2025年2月7日
註釋：國旗表示球員在國際足聯資格規則定義的國家隊。球員可能擁有一個以上非國際足聯國籍。
| 號碼 |          | 位置 | 球員                 |
| ---- | -------- | ---- | -------------------- |
| 1    | 日本     | 门将 | 川田修平             |
| 21   | 大韩民国 | 门将 | 金旻準               |
| 27   | 日本     | 门将 | 丹野研太             |
| 31   | 日本     | 门将 | 鹿野修平             |
| 2    | 日本     | 后卫 | 平松航               |
| 5    | 日本     | 后卫 | 森璃太               |
| 8    | 日本     | 后卫 | 福森健太             |
| 13   | 日本     | 后卫 | 坂圭祐               |
| 22   | 日本     | 后卫 | 高橋秀典             |
| 25   | 日本     | 后卫 | 岩﨑博               |
| 33   | 巴西     | 后卫 | 拉斐爾·馬修斯·哥斯達 |
| 37   | 日本     | 后卫 | 木邨優人             |
| 40   | 日本     | 后卫 | 高嶋修也             |
| 3    | 日本     | 中场 | 大森博               |

| 號碼 |      | 位置 | 球員       |
| ---- | ---- | ---- | ---------- |
| 4    | 日本 | 中场 | 佐藤祥     |
| 6    | 日本 | 中场 | 神戸康輔   |
| 11   | 日本 | 中场 | 青島太一   |
| 20   | 日本 | 中场 | 井出真太郎 |
| 39   | 日本 | 中场 | 屋宜和真   |
| 44   | 日本 | 中场 | 揚石琉生   |
| 47   | 日本 | 中场 | 吉野陽翔   |
| 78   | 日本 | 中场 | 堀内陽太   |
| 7    | 日本 | 前锋 | 棚橋尭士   |
| 9    | 日本 | 前锋 | 菅原龍之助 |
| 10   | 日本 | 前锋 | 五十嵐太陽 |
| 18   | 日本 | 前锋 | 川名連介   |
| 19   | 日本 | 前锋 | 庄司朗     |
| 23   | 日本 | 前锋 | 星野創輝   |
| 29   | 日本 | 前锋 | 矢野貴章   |
| 38   | 日本 | 前锋 | 小堀空     |

## 外部連結
- 球會官方網站 （页面存档备份，存于） （日語）